# Пошуки Святого Грааля
Пошуки Святого Грааля — один з лицарських романів з циклу Ланселот-Грааль.

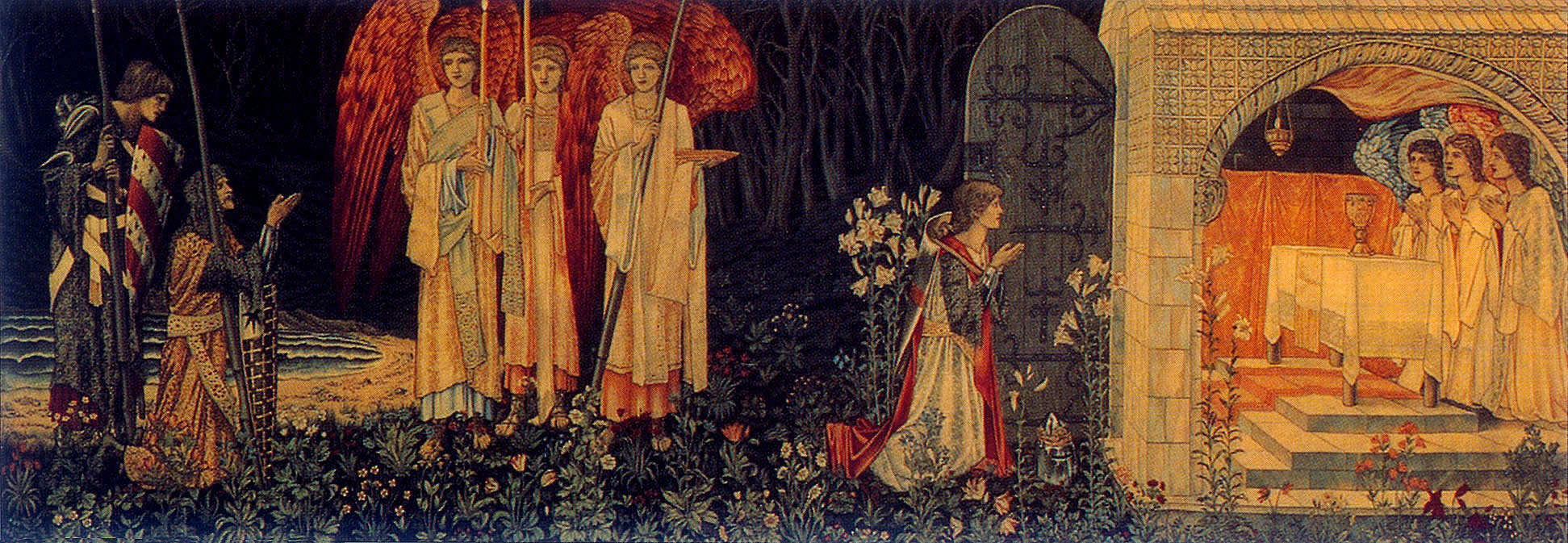
Ґалахад, Борс і Персіваль з Граалем

У цьому романі сцен сповіді і покаяння нітрохи не менше, ніж сцен посвячення в лицарі або описів турнірів. Після важкої внутрішньої боротьби Ланселот визнає гріховність свого кохання до королеви і відмовляється від цієї пристрасті. Тому йому вдається побачити чудовий Грааль. Але володіти святинею дано іншим. Перший серед трьох обранців — Ґалахад, син Ланселота і дочки Короля-рибалки. В кінці роману Ґалахад обирається королем Сарра, куди переноситься Грааль. Там Ґалахад вмирає, оточений знаменнями і чудесами. У віддаленій обителі кінчає свої дні й інший обранець — Персеваль. Але він не зміг стати королем Грааля, хоча він також чистий, як Ґалахад. Йому доводиться випробувати чимало спокус, і найменше коливання не буде йому прощено. Третій обранець — Борс — також ледь не робить гріх хтивості, хоча його штовхає на це не сластолюбство, а жаль: закохана в нього прекрасна дівчина загрожує кинутися з високої вежі, якщо юнак не відповість на її любов. Борс коливається, і ці хвилинні сумніви вирішують його долю. Обраність Ґалахада пізнається в символічній сцені: лише йому вдається вийняти з піхов чудовий меч Давида; ні Борс, ні Персеваль не можуть цього зробити. У романі починає домінувати думка, що подвиг цнотливості не менш значний, ніж сутичка на списах або мечах. І замок Грааля відкривається обранцям сам собою: чудовий корабель, на палубу якого вони зійшли, спокійно пристає до його стін. Так релігійно-містичні ідеали торжествують над куртуазними.
Сюжетні лінії, спочатку як би випадково розбрідаються в різні боки, в кінці книги з'єднуються в єдиний вузол. Грааль і кровоточивий спис підносяться на небеса. Багато героїв гинуть або тихо згасають в самоті. Втомлений Борс повертається в королівство Логр при дворі короля Артура.